# Hebraistik
Als Hebraistik bezeichnet man die wissenschaftliche Beschäftigung mit der hebräischen Sprache. Die Hebraistik als universitäre Disziplin ist heute meist Teil der Fächer Theologie, Semitistik und Judaistik.

## Geschichte
Die systematische Beschäftigung mit der hebräischen Sprache geht auf die Masoreten zurück, die den Text der hebräischen Bibel kommentierten und den ursprünglich konsonantischen Text mit Vokalen und zusätzlichen Hilfszeichen versahen. Im arabischen Raum, der damals auch Spanien und Sizilien mit einschloss, setzte die wissenschaftliche Beschäftigung mit der hebräischen Grammatik bereits ab dem 9./10. Jahrhundert, beispielsweise durch den jüdischen Übersetzer Saadia Gaon, ein.
Als Begründer der Hebraistik im christlichen Europa gilt der deutsche Humanist Johannes Reuchlin, der bei dem jüdischen Hofarzt Jacob ben Jechiel Loans die hebräische Sprache studierte und schließlich im Jahre 1506 selbst eine althebräische Grammatik mit Glossarium veröffentlichte. Auch wenn jüdische Gelehrte das Werk Reuchlins als primitiv und laienhaft schmähten, weckte es allgemeines Interesse an der hebräischen Sprachforschung und der alttestamentlichen Bibelwissenschaft. Reuchlin trat zudem für die Rechte der Juden und gegen die Vernichtung jüdischer Bücher ein.
Als weitere frühe Hebraisten gelten der jüdische Gelehrte Elijah Levita und der christliche Reformator Paulus Fagius. 1542 gaben die beiden Forscher gemeinsam ein viersprachiges Wörterbuch in Isny heraus. Levita schrieb für diese Ausgabe eine hebräisch-deutsche Grammatik. In diesen Kreis gehörten auch Sebastian Münster und Georg Witzel, der eine "Lobrede auf die Hebräische Sprache" verfasste. 1590 veröffentlichte der Marburger Professor Otto Walper eine ausführliche hebräische Grammatik. Im katholischen Raum war der Emmericher Heinrich Uranius durch eine hebräische Grammatik (1541) bekannt.
In Florenz gründete der Dominikaner Girolamo Savonarola am Kloster San Marco in Florenz eine Sprachschule, aus der einige bedeutende Hebraisten hervorgingen: Santi Pagnini, der zahlreiche Lehrbücher und Lexika verfasste, und Sante Marmochino († 1548), der 1538 die philologisch akribisch erarbeitete „Bibbia nuovamente tradotta dalla hebraica verità in lingua thoscana“ veröffentlichte. Weitere bedeutende Hebraisten des Dominikanerordens waren Agostino Giustinani († 1536), der ab 1518 an der Pariser Universität Hebräisch und Arabisch unterrichtete, und Sixtus von Siena (1520–1569).
Zu den bedeutenden Hebraisten im 19. und 20. Jahrhundert zählt Franz Praetorius, der ab 1880 Orientalistik an der Universität Breslau lehrte.

## Althebraistik
Die Althebraistik erforscht das sogenannte klassische Hebräisch als Sprache Altisraels und des Tanach bzw. des Alten Testaments von den Anfängen am Ende des 2. Jahrtausends v. Chr. bis etwa um 200 n. Chr.